# Fortificazioni di Famagosta
Le fortificazioni di Famagosta sono una serie di mura difensive e altre fortificazioni che circondano la città di Famagosta a Cipro del Nord. Le mura furono costruite dal Regno di Cipro sotto i Lusignano nel XIV secolo e ridisegnate dalla Repubblica di Venezia nel XV e XVI secolo. Le fortificazioni di Famagosta resistettero a un assedio di 11 mesi prima che la città capitolasse all'Impero ottomano nell'agosto 1571.

## Storia

### Periodo medievale
Nel XIII secolo, il porto di Famagosta era difeso da una torre ed è possibile che esistesse precedentemente una qualche forma di fortificazione. Nel XIV secolo i Lusignano costruirono il castello di Otello a difesa sia del porto che della città. Famagosta cadde in mano ai genovesi nel 1373, e nel 1489 fu rilevata dalla Repubblica di Venezia insieme al resto di Cipro.

### Dominio veneziano
Mentre Famagosta era sotto il dominio veneziano, la città era essenzialmente una base militare. Il castello di Otello fu modernizzato e iniziarono a essere costruite fortificazioni che circondavano l'intera città. Le fortificazioni furono progettate da alcuni ingegneri militari, tra cui Michele Sanmicheli e suo nipote Giangirolamo Sanmicheli. Quest'ultimo arrivò a Famagosta intorno al 1550 e progettò il Bastione Martinengo, che servì da prototipo per varie altre fortificazioni in Europa e in America. Morì a Famagosta nel 1559, quando le fortificazioni erano ancora in costruzione.
Nel 1570 scoppiò la quarta guerra ottomano-veneziana, quando una forza ottomana invase Cipro e prese il controllo in pochi mesi della maggior parte dell'isola, inclusa Nicosia. Il 15 settembre gli ottomani circondarono Famagosta, che era l'ultima roccaforte veneziana sull'isola, e avviarono l'assedio della città, che resistette fino all'agosto del 1571, quando i veneziani chiesero termini di resa. Sebbene i termini fossero stati concordati e gli abitanti iniziarono a evacuare la città, alla cerimonia di resa Lala Mustafa Pascià apprese che alcuni prigionieri musulmani erano stati uccisi. Di conseguenza fece mutilare e scorticare vivo il comandante veneziano Marcantonio Bragadin e i restanti cristiani in città furono massacrati.

### Dal dominio ottomano fino ai giorni nostri
Gli ottomani ripararono le parti danneggiate delle mura, ma non apportarono grandi modifiche. La città iniziò ad espandersi al di fuori delle sue mura nel tardo periodo ottomano, e ciò aumentò dopo che Cipro cadde sotto il dominio britannico.
Sebbene molti edifici all'interno della città vecchia di Famagosta siano in stato di abbandono, le fortificazioni sono ancora in condizioni relativamente buone.

## Disposizione
Le fortificazioni di Famagosta sono costituite da una cinta muraria che è circondata da un fossato scavato nella roccia sul lato di terra e il porto sul lato del mare. Come le fortificazioni di Rodi, costruite dai Cavalieri Ospitalieri tra il XIV e il XVI secolo, le mura di Famagosta mostrano il passaggio tra la fortificazione medievale e le fortificazioni bastionate della prima età moderna.